# Belvosia chrysopyga
Belvosia chrysopyga är en tvåvingeart som först beskrevs av Jacques-Marie-Frangile Bigot 1887.  Belvosia chrysopyga ingår i släktet Belvosia och familjen parasitflugor. Inga underarter finns listade i Catalogue of Life.